# Kvävetriklorid
Kvävetriklorid eller trikloramin är en kemisk förening av kväve och klor med kemisk formel NCl3.

## Förekomst
Kvävetriklorid bildas när förorenat vatten desinficeras med klor. Kloret bryter ner kvävehaltiga ämnen som till exempel urea varvid kvävetriklorid bildas. Det är också en naturlig sönderfallsprodukt av monokloramin som används för att desinficera vatten.

## Egenskaper
Kvävetriklorid har en pyramidal struktur som liknar ammoniak. Kvävetriklorid är olösligt i kallt vatten, men hydrolyseras i varmt vatten till ammoniak och hypokloritsyra (HOCl).
{\displaystyle {\rm {NCl_{3}+3\ H_{2}O\rightarrow NH_{3}+3\ HOCl}}}
Kvävetriklorid är explosivt och känsligt för ljus, stark värme och organiska material. År 1812 blev den brittiske kemisten Humphry Davy temporärt blind av en explosion orsakad av kvävetriklorid. Det var den incidenten som fick honom att anställa Michael Faraday som assistent.

## Framställning
Kvävetriklorid framställs genom att behandla ammoniak eller ammoniumsalter med klorgas. ammoniumklorid (NH4Cl) bildas som biprodukt.
{\displaystyle {\rm {4\ NH_{3}+3\ Cl_{2}\rightarrow NCl_{3}+3\ NH_{4}Cl}}}
Kan även framställas genom att elektrolysera en vattenlösning av ammoniumklorid, varvid kvävetriklorid bildas vid anoden.

## Användning
Kvävetriklorid har tidigare använts för att bleka mjöl och gick då under handelsnamnet Agene.
Det är en effektiv tårgas, men har aldrig använts som det i någon större skala på grund av sin reaktivitet.